# عليان باي
عليان باي المدعو بوخيمة هو باي قسنطينة وحاكم بايلك الشرق ضمن أيالة الجزائر في العهد العثماني. امتد حكمه بين سنتي 1713 و1736 ليخلفه فيما بعد حسن باي بن حسين.